# La Supplication
La Supplication é um filme-documentário luxemburguês de 2016 dirigido e escrito por Pol Cruchten. Foi selecionado como representante de seu país ao Oscar de melhor filme estrangeiro em 2017.